# Zyginopsis plagiata
Zyginopsis plagiata är en insektsart som först beskrevs av Heller och Rauno E. Linnavuori 1968.  Zyginopsis plagiata ingår i släktet Zyginopsis och familjen dvärgstritar.
Artens utbredningsområde är Etiopien. Inga underarter finns listade i Catalogue of Life.